# 류자창
류자창(중국어 정체자: 劉家昌, 간체자: 刘家昌, 병음: Liú Jiāchāng, 한자음: 유가창, 영어: Steven Liu, 1943년 4월 13일~2024년 12월 2일)는 중화민국의 가수, 작곡가, 배우이다. 중화민국의 애국가요인 중화민국송과 매화의 작사가와 작곡가로 잘 알려져 있으며 덩리쥔, 페이위칭 등의 중화민국 가수들과 협업 활동을 했다. 또한 음악인 활동 외에 배우와 영화 감독으로도 활동했다.